# Lubor Tesař
Lubor Tesař (Pilsen, 11 mei 1971) is een Tsjechisch voormalig wielrenner. Hij reed in zijn carrière voor onder andere Team Wiesenhof. 

## Carrière
In 1990 liet Lubor Tesař voor het eerst van zich horen toen hij als amateur de vierde etappe in de Ronde van Oostenrijk won. Een jaar later won hij het eindklassement van de Ronde van Nedersaksen en de proloog van de Ronde van Oostenrijk. 
In 1993 werd Tesař Tsjechisch kampioen bij de amateurs en derde op het wereldkampioenschap voor amateurs. Daarnaast won hij één etappe in de Ronde van Beieren en drie etappes in de Vredeskoers.
In 1994 werd hij nationaal kampioen bij zowel de amateurs als de elite. Vervolgens was het een tijd stil rond de Tsjech, tot hij in 2001 weer een profkoers won: de Trofej Porec 3 en later dat seizoen twee etappes in de Ronde van de Kaap. Vanaf 2002 deed hij weer mee in de hogere regionen van de wielersport en won hij de Rund um Düren en eindigde hij als derde in de Ronde van Beauce waarin hij tevens drie etappes op zijn naam schreef. In 2003 werd hij voor de tweede keer Tsjechisch kampioen bij de elite en behaalde hij ereplaatsen in etappes in de Ronde van Normandië, Ronde van Hessen, Herald Sun Tour en de Ronde van Bochum. 
In 2004 werd hij derde in de Ronde van de Kaap en won één etappe. Hij werd derde op het Tsjechisch kampioenschap tijdrijden en schreef de Ytong Bohemia Tour op zijn naam. In 2005 won hij de Ronde van Bochum en in 2006 won hij nog een etappe in de Vredeskoers, waarna hij zijn profcarrière beëindigde.
Tesar deed namens Tsjechië mee aan de Olympische Spelen van 1992 in Barcelona, op de puntenkoers. Hij eindigde als vijfde.

## Belangrijkste overwinningen
1990
- 4e etappe Ronde van Oostenrijk

1991
- Ronde van Nedersaksen
- Proloog Ronde van Oostenrijk

1992
- Ronde van Slowakije

1993
- Tsjechisch kampioen bij de amateurs
- 7e etappe Ronde van Beieren
- 2e etappe Vredeskoers
- 4e etappe Vredeskoers
- 6e etappe Vredeskoers

1994
- Tsjechisch kampioen bij de elite
- Tsjechisch kampioen bij de amateurs

2001
- Trofej Poreč 3
- 1e etappe Ronde van de Kaap
- 4e etappe Ronde van de Kaap

2002
- Rund um Düren
- 2e etappe Ronde van Beauce
- 3e etappe Ronde van Beauce
- 7e etappe Ronde van Beauce

2003
- Tsjechisch kampioen bij de elite
- 6e etappe Ronde van Beauce

2004
- 3e etappe Ronde van de Kaap
- 1e etappe Ronde van Bohemen
- Eindklassement Ronde van Bohemen

2005
- Ronde van Bochum

2006
- 7e etappe Vredeskoers

## Grote rondes
Geen